# Das Finale
Das Finale ist ein deutscher Thriller aus dem Jahr 1998 mit Francis Fulton-Smith in der Hauptrolle, der von tv60film für ProSieben produziert wurde. 

## Handlung
Während eines Pokalfinales im Berliner Olympiastadion mit 70.000 Zuschauern wird die Zentralkasse des Stadions ausgeraubt. Als die Einbrecher entdeckt werden, bringen sie die Sicherheitszentrale in ihre Gewalt und nehmen die Zuschauer als Geiseln, indem sie die Stadiontore verschließen. Der Sicherheitschef Tobias Bender, der sich nicht in der Zentrale befand, besiegt die Gangster schließlich und verhindert dadurch eine Massenpanik beim Spielende.

## Kritiken
„Aufwendig gestalteter Fernseh-Thriller, der die im Kern unglaubwürdige Handlung zu keiner genre-immanenten Logik zu verdichten versteht und nur in wenigen inszenatorisch dichten Ansätzen und dank schauspielerischer Akzente überzeugt.“

„Rasante Stunts, ein psychologisch ausgefeiltes Drehbuch und spannungsgeladene Filmmusik […] machen Das Finale sehenswert. Auch wenn die einzelnen Figuren in ihrer Eindimensionalität etwas übertrieben und einseitig gezeichnet sind.“

## Hintergrund
Als Kulisse des Filmes diente das Bundesliga-Spiel zwischen Hertha BSC und Hansa Rostock am 1. März 1998. Auch viele der im Film sichtbaren Fußballspiel-Szenen sind diesem Bundesliga-Spiel entnommen.